# 平塩
平塩（たいら しお）は、福島県いわき市の大字である。郵便番号は970-8022。

## 地理
いわき市中央部の平地区に属し、地区内中部に位置する。北で平上神谷、東で平中神谷、南東で平山崎、平南白土、南で平北白土、西で平鎌田とそれぞれ隣接する。概ね町村制施行以前の磐城郡塩村の流れを汲む地域である。南を流れる夏井川左岸流域の平野部を範囲とする。東西に横切るJR常磐線を境に北側に水田が広がる。南側は住宅地が広がり、同じく東西に横切る国道399号（旧国道6号）に沿い店舗や工場なども立地する。内郷御厩町に所在するいわき中央警察署及び平字正内町に所在する平消防署がそれぞれ管轄にあたる。

### 主な字
字
- 徳房内
- 呑内
- 宮前

- 虚空蔵
- 中島
- 中野町

- 古川
- 出口
- 風内

- 塩向
- 西川原
- 上川原

## 河川
- 夏井川
- 小川江筋

## 歴史
- 1879年1月27日 - 平藩領塩村が福島県内における郡区町村制の施行により磐城郡の村となる[4]。
- 1889年4月1日 - 町村制の施行により塩村が鎌田村、上神谷村、中神谷村、上片寄村、下片寄村と合併し、磐城郡神谷村が発足する。旧塩村域は神谷村の大字となる[4]。
- 1896年4月1日 - 磐城郡と周辺郡との合併により石城郡が発足し、石城郡神谷村となる[4]。
- 1950年5月15日 - 神谷村が平市と合併し、平市の大字となる[4]。
- 1966年10月1日 - 平市が磐城市・常磐市・内郷市・勿来市、石城郡小川町・遠野町・四倉町・川前村・田人村・好間村・三和村、双葉郡久之浜町・大久村と合併しいわき市となり、いわき市平地区の大字となる[4]。

## 世帯数と人口
2023年10月31日現在の世帯数と人口は以下の通りである。
| 大字 | 世帯数  | 人口  |
| ---- | ------- | ----- |
| 平塩 | 492世帯 | 958人 |

## 小・中学校の学区
市立小・中学校に通う場合、学区は以下の通りとなる。
| 番地 | 小学校                 | 中学校                 |
| ---- | ---------------------- | ---------------------- |
| 全域 | いわき市立平第六小学校 | いわき市立平第二中学校 |

## 交通

### 鉄道
- JR常磐線（域内に駅は存在しない）

### 道路
- 国道399号（旧国道6号）
- 一級市道塩泉崎線

### バス
新常磐交通路線バス
- （いわき駅方面） - 中島 - 風内 - 塩 - （四倉・草野駅方面）
  - いわき駅～四倉
  - いわき駅～草野駅

## 施設
- 塩公民館
- 塩公園
- タイヘイドライバーズスクール
- しまむら 平店
- ツルハドラッグ 神谷店
- マルハン いわき店
- ニラク いわき神谷店
- 浄土宗金台寺
- 熊野神社